# 久冨慶子
久冨 慶子（ひさとみ けいこ、1988年6月27日 - ）は、テレビ朝日アナウンサー。

## 経歴
神奈川県出身。藤沢市立大道小学校、横浜共立学園中学校・高等学校、青山学院大学社会情報学部卒業。高校時代はダンス部に所属していた。身長160.7 cm。
大学1年の時にミス&ミスター青山コンテストにエントリーし、ミス青山のグランプリに輝く。ミス青山時代には『週刊ヤングジャンプ』（集英社）の「ミスキャンYJシスターズ」のメンバーとして、『週刊ヤングジャンプ』のグラビアモデルとして登場した経験を持つ。なお、このメンバーの中には後にTBSアナウンサーになった古谷有美の姿もあった。その一方で、アナウンサーを目指してテレビ朝日アスクにて講座を受講していた。
2012年4月1日、テレビ朝日に入社 。人事部での研修を経て5月10日にアナウンス部へ配属。アナウンス研修を経て7月24日からの『速報!甲子園への道』テレビ朝日版（関東ローカルパート）にて、同期の宇佐美佑果（2017年9月退社）と共にアナウンサーデビューを果たした。
2012年10月13日から、初のレギュラー番組として竹内由恵の後を引き継ぎ、『おかずのクッキング』にアシスタントとして出演を始めた。同番組には堂真理子に引き継ぐまで2018年11月24日放送分まで出演し、半世紀近く放送されている同番組において、アシスタントとして最長の6年2ヶ月出演した。
2013年、テレビ朝日開局55周年記念応援隊の若手女子アナウンサーユニット『ゴーちゃん。GIRLS』に、先輩の森葉子、青山愛、同期の宇佐美と共に参加。2014年には、4月5日から『ポータル ANNニュース&スポーツ』（土曜日深夜）、8月17日から『やべっちFC〜日本サッカー応援宣言〜』（日曜日深夜）のキャスターを務めていた。
2015年、ポータルサービス「TVer」（ティーバー）のCMキャラクター（テレビ朝日代表）として出演。
同じ年に就職した元TBSアナウンサーの林みなほ、元静岡朝日テレビ・フリーアナウンサーの牧野結美、ウェザーニューズのキャスターの澤田南、セント・フォースの高見侑里、フジテレビアナウンサーの宮澤智と交友がある。
2018年1月1日、プロサッカー選手の大津祐樹と結婚した。ただし、大津との結婚後も、『やべっちFC』のキャスターとして（当時大津が所属していた横浜F・マリノスを含む）Jリーグ加盟クラブへの取材を続けていた。
2020年春の改編で『グッド!モーニング』のサブキャスターへ6年振りに復帰。同年9月11日、同番組内で第1子妊娠を発表。同月27日には、18年半続いた『やべっちFC』最終回の生放送に立ち会った。
2020年11月27日の『グッド!モーニング』への出演を最後に、産前産後休暇を取得。夫の大津が2021年シーズンにマリノスからジュビロ磐田へ移籍したことに伴って、休暇中の同年1月からは、ジュビロの本拠地がある静岡県内で生活している。2021年2月12日放送の『グッド!モーニング』で、同月11日に第1子男児を出産したことを報告。
2023年4月3日、仕事復帰した。
2025年3月10日、第2子妊娠を報告。第2子の妊娠までに3度の稽留流産を経験したことを公表している。5月末を以て二度目の産前産後休業入りとなり、これに伴って担当番組も降板した。7月4日、第2子男児の出産を報告。

## 人物
特技はモダンバレエ、絵、工作。アピールポイントは笑うこと。

## 出演

### 入社前
- 週刊ヤングジャンプ（集英社）19、20号（2009年4月9日・16日）グラビア掲載

### テレビ朝日
報道・情報番組
| 期間          | 期間           | 番組名                                | 役職                                                         | 備考 |
| ------------- | -------------- | ------------------------------------- | ------------------------------------------------------------ | --- |
| 2012年9月24日 | 2012年9月28日  | やじうまテレビ!                       | 島本真衣の夏期休暇代打                                       | |
| 時期不明      | 2013年3月      | おやすみワイドショー 見逃しチャンネル | もぎたて情報フラッシュ隔週担当                               | |
| 2013年4月     | 2013年9月      | やじうまテレビ!                       | 『朝刊プラスアングル』担当                                   | |
| 2013年10月    | 2014年3月      | グッド!モーニング                     | サブ司会兼ニュース担当                                       | |
| 2013年10月    | 2014年3月      | News Access（BS朝日）                 | 平日8:00 - 8:05枠での担当キャスター                          | |
| 2014年4月     | 2015年3月      | ポータル ANNニュース&スポーツ         | ニュース・特集担当キャスター                                 | |
| 2014年8月17日 | 2020年9月      | やべっちFC〜日本サッカー応援宣言〜    | 進行・取材キャスター                                         | |
| 2015年4月     | 2017年3月      | 報道ステーション SUNDAY               | スポーツキャスター                                           | |
| 2017年4月     | 2019年9月      | スーパーJチャンネル                   | 『新着ニュース 今何が?』火 - 木曜日担当キャスター            | |
| 2019年10月    | 2020年3月      | スーパーJチャンネル                   | 火・水曜日『きょうの新着ニュース』及びニュース担当キャスター | |
| 2019年10月    | 2020年3月      | サンデーステーション                  | ニュース担当キャスター（『今週のランキング』）               | |
| 2020年4月     | 2020年11月27日 | グッド!モーニング                     | ニュース担当                                                 | 2020年4月8日から同年6月24日までの間は、新型コロナウイルス感染症対策を考慮し、ニュース担当を一旦離れ、月 - 水曜日の臨時総合司会およびスポーツキャスターを担当 |
| 2024年4月     | 2025年5月      | スーパーJチャンネル                   | プレゼンター兼フィールドリポーター                           | いずれも平日担当 |

バラエティ・スポーツ関連番組・その他
- 速報!甲子園への道（関東ローカルパート、2012年7月24日 - 7月30日） - リポーター
- 第94回全国高等学校野球選手権大会中継（朝日放送、2012年8月） - 「燃えろ!ねったまアルプス」リポーター
- 激論!どっちマニア（2012年10月6日 - 2013年3月30日）
- おかずのクッキング（2012年10月13日 - 2018年11月24日） - アシスタント
- 夢対決!とんねるずのスポーツ王は俺だ!スペシャル（2013年1月2日- ） - リポーター
- ゴーちゃん。GIRL'S TV（2013年4月5日 - 2014年3月21日） - ゴーちゃん。GIRLS
- くりぃむクイズ ミラクル9（2013年4月10日 - 2020年10月21日） - 進行アシスタント
- あっちマニア（2013年4月6日 - 9月1日）
- はい!テレビ朝日です（2014年4月6日 - 2016年1月17日） - 司会
- アナ動画（2014年10月1日 - 2015年7月8日）- MC ※週替わりで弘中綾香と交互に担当
- 見る人が見た!!（2015年4月4日 - 10月3日）
- あいつ今何してる?（2015年10月 - 2016年4月） - 進行
- 秩父宮賜杯全日本大学駅伝対校選手権大会中継（テレビ朝日・メ〜テレ共同制作、毎年11月第1日曜日、2015年 - 2019年） - リポーター
- 土曜ワイド劇場（不定期） - 副音声解説

### 映画
- クレヨンしんちゃん（2014年2月28日） - 本人 役（声の出演）